# Kecamatan Subang (distrikt i Indonesien, lat -7,13, long 108,56)
Kecamatan Subang är ett distrikt i Indonesien.   Det ligger i provinsen Jawa Barat, i den västra delen av landet, 210 km sydost om huvudstaden Jakarta.